# Яркін Анатолій Миколайович
Анатолій Миколайович Яркин (11 листопада 1958, с. Нове, Токмацький район, Запорізька область, Українська РСР, СРСР) — радянський і російський велогонщик. Олімпійський чемпіон 1980 року, заслужений майстер спорту СРСР (1980).

## Біографія
Займався спортом у велоцентрі, який був створений тренером Володимиром Петровичем Петровим. Випускник Поволзької державної соціально-гуманітарної академії. Живе в Тольятті.
У 1984 році закінчив заняття велоспортом, проте в 1991 році сезон виступав за аматорську команду в Чилі.
Кілька років працював тренером жіночої національної збірної, яка базувалася в Самарі. Повернувшись в Тольятті, працював дитячим тренером, потім створив секцію маунтинбайку, культивуючи новий для міста вид спорту. Багато в чому завдяки його старанням в Тольятті щорічно проводиться етап Кубка Росії з маунтинбайку.

## Кар'єра
Першим тренером Яркина був заслужений тренер Росії Віталій Бабин. 
Виступав за куйбишевський клуб СКА.

## Досягнення
- Олімпійський чемпіон 1980 року в командній шосейній гонці на 100 км.
- 6-е місце в індивідуальній шосейній гонці Олімпійських ігор 1980 року на 189 км.
- Чемпіон світу 1981 року в шосейної командній гонці на 100 км.